# アーンショーの定理
アーンショーの定理（アーンショーのていり、英: Earnshaw's theorem）は、任意の電荷のない領域において静電場が存在するとき、その領域に荷電粒子をおいた場合、粒子は安定なつり合い状態を維持できないというものである。名称はサミュエル・アーンショーによる。
これは電位 φ（スカラー量）が、先の任意の領域で、ラプラス方程式
{\displaystyle \Delta \phi =0}
を満たす調和関数であるとき、その領域内で電位 φ は極大、極小を持たないということ（ただし、領域の境界は除く。また鞍点の存在は可能）を意味する。右辺が値を持つ場合はポアソン方程式と呼ばれ、この場合は領域内で φ の極大値が許される。
この定理は、静電場だけでなく磁石と磁性体のみからなる静磁場でも成り立つ。すなわち、アンペールの法則では磁場 {\displaystyle {\vec {B}}} の周回積分が積分路を貫く電流 {\displaystyle \mu _{0}{\vec {i}}} に等しくなるが、巨視的電流が存在しない系では磁場
{\displaystyle {\vec {H}}={\frac {\vec {B}}{\mu _{0}}}-{\vec {M}}}
はスカラーポテンシャルを持ち、ラプラス方程式を満足する。

## 直感的な証明
アーンショーの定理を、静電場を使い直感的に証明すると以下の通り。
いま、スカラポテンシャル場 φ があるとすると任意の点において電場 {\displaystyle {\vec {E}}} は
{\displaystyle {\vec {E}}=-{\mbox{grad}}\,\phi }
と書ける。考えている領域内のある点で φ の極大があったと仮定する。その極大点を取り囲む小さな閉曲面を考える。すると、その閉曲面近くの電場ベクトルは必ず閉曲面を内から外へ貫く。勾配 grad φ が φ の極大点近傍では極大点に向かうためである。
すると ガウスの法則
{\displaystyle \iint {\vec {E}}\cdot {\hat {n}}ds={\frac {q}{\epsilon _{0}}}}
より、閉曲面で E を積分した値が正の値をとり、内部には電荷が存在することになり仮定と矛盾する。

## 対策
物理実験において、粒子を捕捉することが必要な場合があるが、アーンショーの定理から静的な電磁場によって粒子を捕捉することはできないことが証明されているため、より複雑な方法を取る必要がある。
例えば、イオンを振動電場により捕捉する四重極イオントラップなどのイオントラップが挙げられる。これは、イオンに働くポンデロモーティブ力を復原力として利用している。